# Poipet

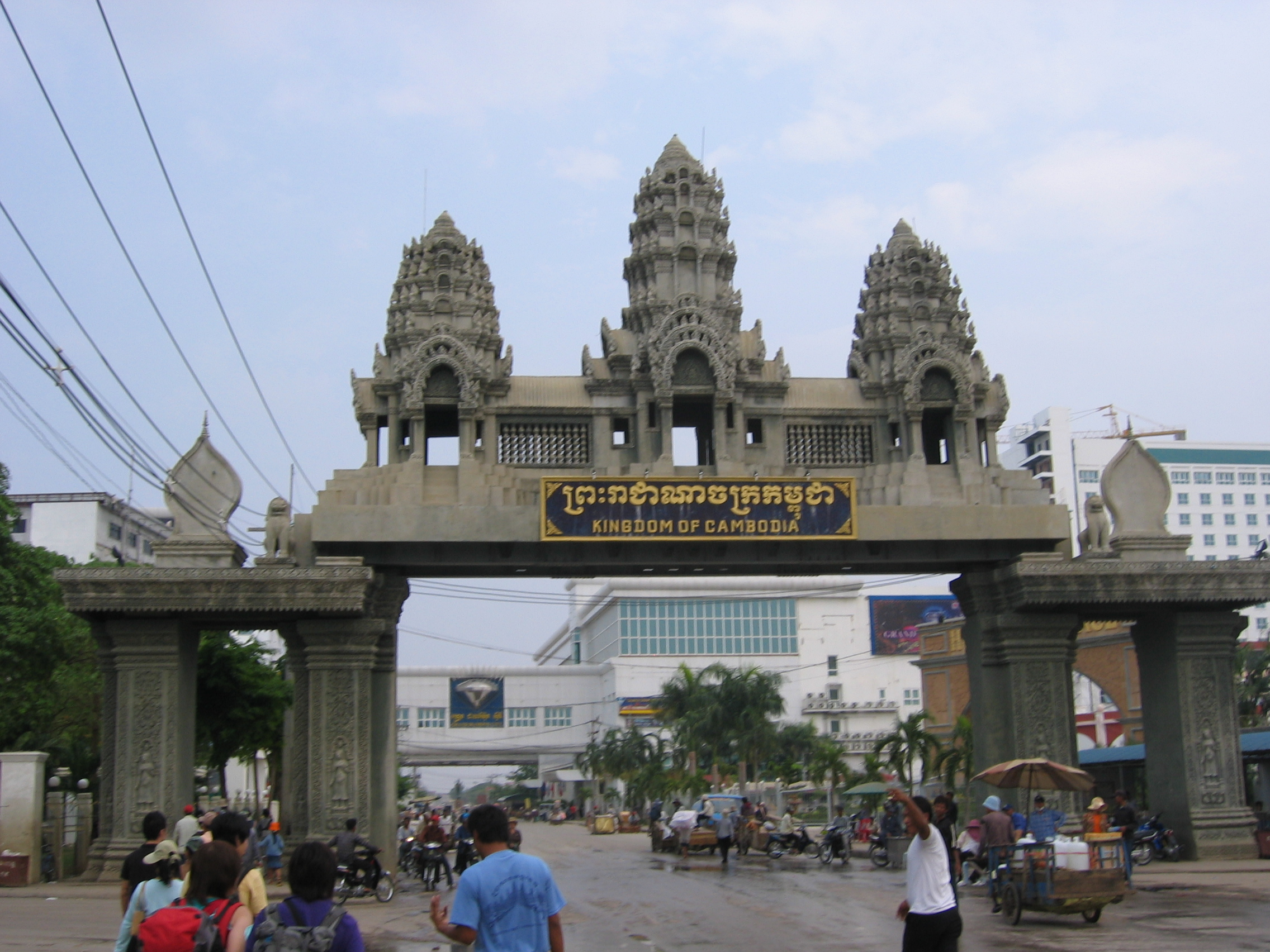
Entrata della città di Poipet dalla parte thailandese.

Poipet è una città cambogiana situata al confine thailandese e adiacente alla città thai di Aranya Pratet; si trova nel distretto di Ou Chrov, nella provincia di Banteay Meanchey.
Poipet è un punto chiave dell'attraversamento del confine tra i due stati: dalla città passa il 70% di traffico dei minori in Cambogia; alla città sono legate anche moltissime attività illegali e racket, come quello della prostituzione o del gioco d'azzardo.